# Мумін Велі
Мумін Велі (мак. Вели Мумин; 5 серпня 1989, Скоп'є) — македонський боксер, призер чемпіонатів Європи серед аматорів.

## Аматорська кар'єра
Мумін народився 22 березня 1980 року в сім'ї бідних ромів у Скоп'є. Ще з дитинства Мумін вирішив присвятити себе боксу.
На чемпіонаті Європи 2000 в категорії до 48 кг програв у першому бою Валерію Сидоренко (Україна) — 2-7.
На чемпіонаті Європи 2002 програв у першому бою Георгію Чигаєву (Україна) — 14-24.
На чемпіонаті світу 2003 в категорії до 51 кг програв у другому бою Рустамходжі Рахімову (Німеччина) — 27:27(+).
На чемпіонаті Європи 2004 в категорії до 48 кг переміг Лукаша Мащика (Польща) — 47-28, а у чвертьфіналі програв Сергію Казакову (Росія) — RSCO 3.
На чемпіонаті світу 2005 програв у другому бою Мірату Сарсембаєву (Казахстан) — 16-36.
На чемпіонаті Європи 2006 завоював бронзову медаль.
- В 1/8 фіналу переміг Ронні Бебліка (Німеччина) — RSCO 3
- У чвертьфіналі переміг Хосе де ла Ніеве (Іспанія) — RSCO 3
- У півфіналі програв Альфонсо Пінто (Італія) — 39-47

На чемпіонаті світу 2007 в категорії до 51 кг програв у першому бою Віталію Волкову (Україна) — 11-26.
На чемпіонаті Європи 2008 завоював бронзову медаль.
- В 1/8 фіналу переміг Александра Александроваа (Болгарія) — 8-2
- У чвертьфіналі переміг Рафала Качора (Польща) — 6-1
- У півфіналі програв Георгію Чигаєву (Україна) — 4-8

На чемпіонаті світу 2009 програв у другому бою.
На чемпіонаті Європи 2010 програв у першому бою Ронні Бебліку (Німеччина) — 3-6.
На чемпіонаті Європи 2011 в категорії до 52 кг програв у першому бою Вінченцо Пікарді (Італія) — 10-18.
На чемпіонаті світу 2011 програв у першому бою Робейсі Раміресу (Куба) — AB 1.
На чемпіонаті світу 2013 програв у другому бою.